# HC Kärnten
Der HC Kärnten (seit 2015 schlafraum.at Kärnten) ist ein Handballverein aus der Landeshauptstadt Klagenfurt.

## Geschichte

### Die Anfänge
Der Verein wurde 1959 als Eishockeyverein gegründet, verlagerte den Schwerpunkt aber ab 1963 auf den Handballsport. 1965 wurde der Eishockeybetrieb endgültig eingestellt. Zu dieser Zeit spielten die Kärntner bereits Feldhandball auf dem asphaltierten Platz des HCK.

### Erste Erfolge in der Staatsliga A
Nach der Teilnahme an der Landesliga in den 1970er Jahren schafften die Klagenfurter zum Wechsel des Jahrzehnts den Aufstieg in die Staatsliga B. Bereits 1983 konnte sich der HCK - Semmelrock den Meistertitel sichern und stieg damit in die höchste Spielklasse Österreichs auf. In der Saison 1984/85 wurde mit dem fünften Platz die bisher beste Platzierung der Vereinsgeschichte erreicht. Außerdem erwarb die U21-Mannschaft im selben Jahr erstmals den Österreichischen Meistertitel.
Zu Beginn der 1990er Jahre stieg das Team als Teil der Spielgemeinschaft Casino-PSK-Kärnten in die zweite Spielklasse ab. 1992 gelang unter Lino Červar der erneute Aufstieg in die Staatsliga A. Außerdem krönte dieses Erfolgsjahr der Triumph in der Österreichischen U19 Meisterschaft. Trotz Auflösung der Spielgemeinschaft Casino-PSK-Kärnten konnte sich der HCK im Mittelfeld der ersten Österreichischen Spielklasse behaupten. So sicherte sich das Team zweimal (1994/95, 1997/98) den sechsten und einmal (1996/97) den vierten Platz. Ende der 1990er Jahre kam es durch den Aufstieg des SVVW Klagenfurt erstmals in der Vereinsgeschichte zu Derbys in der Landeshauptstadt. 1999 stieg der HCK in die Handball Bundesliga Austria ab, als zukünftiges Ziel wurde der erneute Aufstieg durch verstärkte Jugendarbeit definiert.

### Vereinsgeschichte seit 2008
Seit 2008 konnte man zweimal das zum Aufstieg in die Handball Liga Austria nötige obere Play-off erreichen scheiterte dort jedoch beide Male an der Konkurrenz. Während die Kärntner sich beim ersten Versuch in der Saison 2009/10 über den vierten Platz gerade noch qualifizieren konnte beendeten man 2012 den Grunddurchgang sogar am ersten Tabellenplatz. In der Saison 2012/13 erreichte man in der Hauptrunde mit fünf Siegen nur den vorletzten Platz, konnte sich infolge aber über den zweiten Platz im unteren Play-off den Klassenerhalt sichern. In der folgenden Spielzeit liefen die Landeshauptstädter zum ersten Mal ohne den früheren Hauptsponsor Kelag auf und erreichte erneut nur den neunten Rang. Dadurch musste auch in diesem Jahr um den Klassenerhalt gekämpft werden. Nachdem man im unteren Play-off den letzten Platz belegt hatte, bestritt man gegen den Vorletzten ein Duell im best-of-three Modus um den Abstieg. Der Gegner in diesem Duell war die zweite Mannschaft des Handballclub Fivers Margareten, welche die Klagenfurter in zwei Partien bezwangen.
Nach dem Abstieg 2013/2014 ging der Hc Kärnten mit den SVVW Klagenfurt eine Spielgemeinschaft ein um den Wiederaufstieg in die Bundesliga zu schaffen. Nach dem sofortigen Wiederaufstieg spielt der Verein unter dem Namen schlafraum.at Kärnten wieder in der Handball Bundesliga mit. In der Saison 2015/2016 konnte sofort das obere Play-off erreicht werden und somit spielt schlafraum.at Kärnten um den Aufstieg in die HLA mit. In der Saison 2016/17 konnten die Ziele des Vereines nicht erreicht werden und man spielte im unteren Playoff gegen den Abstieg. In der Saison 2017/18 spielte man wieder im oberen Playoff.

## Bekannte (ehemalige) Spieler
- Branko Bedekovič
- Rok Praznik